# Banza mauiensis
Banza mauiensis är en insektsart som beskrevs av Perkins, R.C.L. 1899. Banza mauiensis ingår i släktet Banza och familjen vårtbitare. Inga underarter finns listade i Catalogue of Life.